# أمين الصندوق
أمين الصندوق هو الشخص الذي يتعامل مع السجل النقدي في مواقع مختلفة مثل نقطة البيع في متاجر البيع بالتجزئة. الاستخدام الأكثر شيوعًا لتسمية هو في تجارة البيع بالتجزئة، ولكن يستخدم هذا المسمى الوظيفي أيضًا في سياق المحاسبة للشخص المسؤول عن استلام الأموال وصرفها.